# Mariano Quintanilla (pintor)
Mariano Quintanilla (Valladolid, 22 de mayo de 1804-Segovia, 1 de diciembre de 1875) fue un pintor español, especializado en la pintura de retratos y la restauración de monumentos.

## Biografía
Hijo de Manuel Quintanilla, dorador, y de Antonia Vítores, se inició en el estudio del dibujo en 1818 en la Escuela de Dibujo de Segovia dirigida por el que pocos años más tarde sería su cuñado, el pintor segoviano Victorino López Herranz. En 1828 se trasladó a Madrid para completar sus estudios en la Real Academia de Bellas Artes de San Fernando, donde tuvo como maestro a Vicente López Portaña. Ocupado principalmente en la pintura de retratos y la ejecución de copias de obras del Museo del Prado, permaneció en Madrid hasta 1841, año en que obtuvo por oposición la plaza de director de la Escuela de Bellas Artes de Segovia, de la que llegó a su ser su profesor más antiguo. Fue individuo corresponsal de la Academia de San Fernando. Miembro de la Comisión Provincial de Monumentos Históricos, se ocupó de catalogar y restaurar algunos de los mejores cuadros del Museo Provincial, y de varias iglesias segovianas, entre ellos el de la Duda de santo Tomás de la catedral, obra de Alonso Sánchez Coello. 
Dedicado en especial a la pintura de retratos, en su trabajo, a pesar del magisterio de Vicente López, se ha advertido la influencia predominante de los retratos de Agustín Esteve y Antonio María Esquivel, de más sobria sensibilidad, en especial en los intimistas retratos de los miembros de su familia o en el retrato de una joven desconocida pintado sobre chapa del Museo de Segovia.